# La Paz-i egyházmegye (Mexikó)
A mexikói La Paz-i egyházmegye (1943. előtt a bolíviai La Paz-i főegyházmegye viselte ezt a nevet) (latinul: Dioecesis Paciensis in California Inferiori Meridionali) a római katolikus egyház egyik egyházmegyéje. A Tijuanai főegyházmegye szuffragán egyházmegyéje. Püspöki székvárosa La Paz, székesegyháza a Béke Királynője-székesegyház, megyéspüspöke Miguel Angel Alba Díaz.

## Története
La Paz-i apostoli prefektúra néven 1957. április 13-án alapították az Alsó-kaliforniai apostoli vikariátus területéről való elválasztással. Eredetileg a Hermosillói főegyházmegye szuffragánsa volt. 1976. március 1-ével a neve La Paz-i apostoli vikariátusra változott, 1988. március 21-én emelkedett egyházmegyei rangra. 2006. november 25-én került át Hermosillótól Tijuana fennhatósága alá.

## Főpásztorok
La Paz-i apostoli prefektúra
- Juan Giordani, F.S.C.J. (1958 - )
- Gilberto Valbuena Sánchez (1972 -1976)

La Paz-i apostoli vikariátus
- Gilberto Valbuena Sánchez (1976 -1988)

La Paz-i egyházmegye
- Gilberto Valbuena Sánchez (1988 -1989)
- Braulio Rafael León Villegas (1990 -1999)
- Miguel Ángel Alba Díaz (2001 - )

## Szomszédos egyházmegye
- Ensenadai egyházmegye (észak)

## Fordítás
Ez a szócikk részben vagy egészben  a   Roman Catholic Diocese of La Paz en la Baja California Sur című angol Wikipédia-szócikk fordításán alapul.  Az eredeti cikk szerkesztőit annak laptörténete sorolja fel. Ez a jelzés csupán a megfogalmazás eredetét és a szerzői jogokat jelzi, nem szolgál a cikkben szereplő információk forrásmegjelöléseként.